# Gert M. Weber

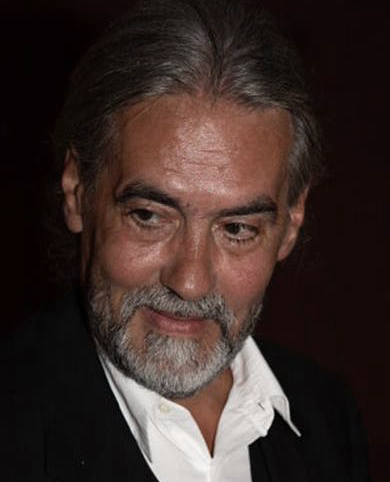
Gert M. Weber (2016)

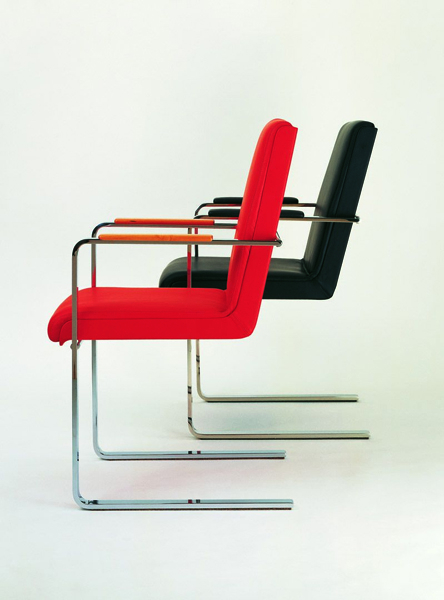
Gert M Weber – S-10, 1975

Gert M. Weber (* 4. Oktober 1947 in Mölln) ist ein deutscher Architekt, Designer, Schriftsteller und Künstler. Seine bekanntesten Entwürfe sind der Stuhl „S10“ (Entwurf 1976), das Regal „RaRo“ (1981), der Schrank „B10“(1976).

## Leben
Weber belegte von 1966 bis 1968 ein Studium allgemeiner Maschinenbau in München. 1969–1972 folgte ein Studium Architektur in München. Er lebt und arbeitet in München.

## Werke
Weber ist seit 1972 spezialisiert auf Wohn- und Bürokonzepte. Gert Webers Credo lautet: „Solide Dinge müssen – auch optisch – haltbar sein“.
Seine bekanntesten Möbelentwürfe sind der Stuhl „S10“ (Entwurf 1976), das Regal „RaRo“ (1981) und der Schrank „B10“ (1976). Darüber und über seine Architektur sagt Florian Hufnagl, dem ehemaligen Leiter der Neuen Sammlung München, in der Monografie Gert Weber, Architekt: „Schön, daß es heute so etwas noch gibt – denn eigentlich gibt es so etwas heute nicht mehr. Es sind inzwischen die zum Klassiker mutierten Lösungen des Möbelbaus und der Architektur der zwanziger und dreißiger Jahre des 20. Jahrhunderts, die Gert Weber als Vorbild dienen, und die, damals wie heute, zwangsläufig einer vermögenden und gebildeten Auftraggeberschicht vorbehalten bleiben. Es ist wie das Gespräch oder das Essen am Tisch von Gert Weber: angemessen, passend und immer individuell.“
- 1967–2016 Entwurf, Entwicklung und Realisierung von ca. 180 Objekten
- 1977–2016 Entwurf und Realisierung von 39 Architektur-Projekten
- 1985 Beratung und Ausführung für die Einrichtung der Konferenzräume (700 Personen) des Europäischen Patentamtes in München
- 1986–1987 Planung und Einrichtung der Werbeagentur Saatchi & Saatchi, Frankfurt
- 1998 Planung und Einrichtung des Teammobils Mercedes-Benz / PP Sauber AG, Schweiz
- 1993/94 Villa in München
- 1997 Haus der Bayerischen Wirtschaft
- 1995 CeBit – Messeauftriff Vebacom Hannover
- 2001 Hotel in Kroatien
- 2003/04 Villa in München
- 2006/07 Produktionshalle in Kroatien
- 2007 Villa in Kroatien

## Messen/Museen/Sammlungen
- 1990: Stadtmuseum München
- 1998: PIN München/Neue Sammlung
- 1999: Neue Sammlung Nürnberg

## Wettbewerbe

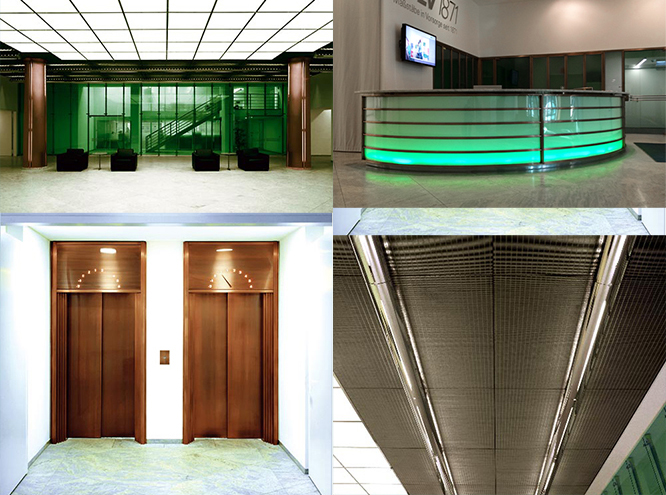
Empfangshalle und Konferenzbereich im Regina Haus, München (1998)

- 1992: Bankhaus Maffei, Neugestaltung
- 1994: Hypo-Vereinsbank, Neugestaltung Vorstandsetagen
- 1998: Entwurf und Realisierung Neugestaltung Regina Haus, Maximiliansplatz 5, München (LV 1871), Empfangshalle und Konferenzbereiche
- 2015: Cologne Art Fair, Galerie MaxWeberSixFriedrich